# 日丹
51°38′54″N 25°43′58″E / 51.64833°N 25.73278°E
日丹（烏克蘭語：Ждань），是烏克蘭西北部的村莊，隸屬里夫內州的瓦拉什區。該村始建於1569年，面積13.3平方公里，海拔高度151米，2001年人口189，人口密度每平方公里14.2人。